# Anomaliile de rotație ale scheletului membrului inferior
Anomalia de rotație a scheletului membrului inferior (ARSMI) este o deformare a oaselor lungi în jurul axului lor longitudinal.
În general, ARSMI sunt localizate la nivelul femurului (anteversie femurală sau retroversie femurală) sau/și al tibiei (rotația tibială externă sau rotația tibială internă) și mai rar și la nivelul piciorului, realizând tripla deformare descrisă de Judet.
ARSMI pot influența postura, mersul și funcționarea membrului inferior, favorizând o altă patologie: coxartroza, gonartroza si instabilitatea rotuliană.
ARSMI produc mersul în rotație externă sau mersul în rotație internă.
Primele studii privitoare la ARSMI au fost făcute în 1868 de către Wolf care a descris torsiunea femurală superioară.
Torsiunea tibiei a fost studiată în primele decenii ale sec. XX.
În 1985 a fost lansat "indicele de torsiune tibiofemurală". El este diferența între torsiunea tibială externă și anteversia femurală (valoarea lui medie este de 20°).
În 1992 a fost lansat "indicele de cumularea a torsiunilor" care este suma torsiunii femurale și a celei tibiale (valoare normală medie: 11-12°}.

## Etiologie
ARSMI apot fi primare (idiopatice) și secundare:
1) ARSMI primare sunt consecința unei: 
- malformații congenitale femurale (luxația congenitală de șold, malformații femurale)
- malformații congenitale tibiale
- malformatii congenitale ale piciorului: piciorul răsucit varus equinus, metatarsus adductus.
2) ARSMI secundare apar după:
- o cauză neurologică: infirmitatea cerebrală motorie, poliomielita anterioară acută, spina bifida
- un traumatism: calus vicios femural sau tibal, epifizioliza soldului.
- post chirurgicale
- boala Legg-Perthes-Calve 
- artrogripoza

## Diagnostic clinic
1) Evaluarea torsiunii femurale:
Tehnica Netter:
Este metoda clinică cea mai fiabilă și cea mai folosită pentru evaluarea torsiunii femurale.
Pacientul este culcat în decubit ventral. Genunchiul este flectat la 90°. În mod normal, când gamba este în poziție verticală, trohanterul mare este palpat sub piele în partea laterală a coapsei proximale sau ușor posterior. În anomaliile de torsiune femurală, trohanterul mare este palpat, când gamba este ținută în poziție verticală, fie mai posterior - în antetorsiunea femurală, fie mai anterior - în retrotorsiunea femurală. Pentru masurarea unghiului de torsiune, gamba este rotată lateral (în cazul antetorsiunii) sau medial (pentru retrotorsiune) până când trohanterul mare este palpat pe partea laterală a coapsei proximale. Apoi este măsurat unghiul dintre poziția verticală a gambei si poziția rotată, corespunzătoare aducerii laterale a trohanterul mare.
Măsurarea clinică a anteversiei colului femural are o eroare de aproximativ 5-6° la 50% din cazuri.
2) Evaluarea torsiunii tibiale:
Tehnica Lerat:
Este metoda clinică cea mai folosită pentru evaluarea torsiunii tibiale: pacientul stă în ortostatism cu genunchii orientați cu axul bicondilian în plan frontal. Picioarele stau pe o foaie de hărtie pe care se desenează conturul lor (amprentele picioarelor). Este măsurat unghiul dintre axul lung al amprentei plantare și perpendiculara pe axul bicondilian tibial.

## Diagnostic imagistic
Odată cu dezvoltarea imagisticii medicale, evaluarea radiologică a torsiunii femurale sau tibiale este folosită tot mai puțin.
Evaluarea CT
Este în prezent metoda de măsurare cea mai fiabilă și cea mai folosită.
1) Evaluarea torsiunii femurale: 
Este măsurat unghiul dintre axul lung al colului femural și tangenta la fața posterioară a condililor femurali (sau axul transversal distal al genunchiului. Acesta este orientat în planul frontal al corpului pe femurul cu anteversie normală).
Anteversia normală a colului femural este de 10-15° (12°).
2) Evaluarea torsiunii tibiale: 
Pentru evaluarea torsiunii tibiale este măsurat unghiul dintre tangenta la fața posterioară a  condililor femurali și axul transversal al gleznei, ce trece prin cele două maleole.
Tibia are o torsiune externă normală de 30-35°.
Rotația în genunchi este evaluată prin determinarea unghiului dintre tangenta la fața posterioară a condililor femurali și tangenta la fața posterioară a condililor tibiali.
În mod normal, rotația în genunchi este de 5°.

## Variațiile de torsiune după vârstă
Evoluția până la sfârșitul creșterii
1) Evoluția torsiunii femurale:
Torsiunea femurală este specifică poziției bipede a omului. La om se produce o torsiune apoi o detorsiune femurală. Antetorsiunea extremității proximale a femurului diminuează progresiv până la vârsta adultă. Antetorsiunea femurală se instalează în timpul dezvoltării intrauterine, în special din luna 4 intrauterină până la naștere, când este de 35-41°. Anteversia fiziologică de la naștere diminuează cu 2-3°/an până la vârsta de 3 ani ca să ajungă la 25-27° la vârsta de 5-6 ani. După vârsta de 3 ani, viteza de diminuare a antetorsiunii scade la 1-1,5°/an. La 10 ani, anteversia femurală este de 20°.
La adult, anteversia femurală normală este de 12° (10-15°). Valorile extreme măsurate cu ajutorul CT sunt de la -5°pînă la 50°.
2) Evoluția torsiunii tibiale:
Constrîngerile la care este supus fătul în perioada intrauterină favorizează o deformare tibială care se manifestă la naștere sub forma unei torsiuni tibiale interne.
După naștere, torsiunea tibială internă se va rezolva spontan prin evoluția spre o torsiune tibială externă.
3) Evoluția torsiunii piciorului: 
Același constrângeri intrauterine fac ca la naștere copilul să aibă piciorul rotat intern (metatarsus varus adductus). Această poziție persistă până la vârsta de 1 an. Unghiul de detorsiune a piciorului este egal cu unghiul pasului, adică de 9° de rotație externă față de linia sagitală  mediană (extreme: de la 10° rotație internă la 30° de rotație externă).
Se consideră că torsiunea externă exagerată a scheletului gambei este responsabilă de existența unui picior plat valgus. Invers, pentru piciorul varus adductus.

## Valorile normale ale torsiunilor la adult
1) Rotația în genunchi (femuro-tibială): 
Rotația în genunchi normală a adultului este de 3-5°. Este măsurat unghiul dintre tangenta la fața posterioară a condililor femurali și tangenta la fața posterioară a platourilor tibiale.
2) Torsiunea femurală:
Este considerată torsiune femurală la adult orice anteversie a colului femural >15°.
Doar 15% dintre copii își păstrează anteversia mare femurală de la naștere și la vârsta adultă.
3) Torsiunea tibială:
Este considerată torsiune tibială internă orice rotație internă  < 10° la vârsta de 4 ani care persistă. Este cazul a 1,2% dintre copii care conservă această valoare și la vârsta adultă.
Este considerată torsiune tibială externă orice valoare > 35-40°. Doar 4% dintre copii conservă această valoare și la vârsta adultă.
Anomaliile de torsiune ale scheletului membrelor inferioare influențează și poziția tuberozității tibiale anterioare și, în consecință, cinematica patelofemurală.
La copii, rareori tuberozitatea tibială anterioară este întîlnită în poziție laterală. Odată cu creșterea, în special la băieți, tuberozitatea tibială anterioară este întîlnită în poziție laterală, în asociere cu un genu varum.
La adult, poziționarea laterală a tuberozității  tibiale are drept consecință creșterea presiunilor pe fațetele laterale patelofemurale dar și femurotibială de pe partea deplasării tuberozității tibiale anterioare.

## Anomaliile de torsiune la copii
Mulți copii și adolescenți sunt afectați de probleme rotaționale ale scheletului membrelor inferioare. Anomaliile rotaționale se asociază adesea cu anomalii de statică ale piciorului (piciorul plat) și chiar cu anomalii ale genunchiului în plan frontal: genu varum sau genu valgum.
Motivul cel mai frecvent pentru care părinții aduc copiii la consultație este mersul cu picioarele rotate intern și, mai rar, mersul cu picioarele rotate extern.

Mersul în rotație internă

Evoluția rotației interne în primul an de viață
Atitudinea în rotație internă a membrelor inferioare  la naștere este urmarea poziției intrauterine. 
Ea se va rezolva de la sine.
Dar rotația internă poate fi secundară și unui metatarsus varus adductus izolat sau asociat cu o torsiune tibială internă. Chiar și în această situație, corecția spontană este regula în 99% din cazuri.
Doar în cazul unui metatarsus varus adductus rigid sau care persistă peste vârsta de 8 luni de viață este nevoie de tratament ortopedic care constă în folosirea de atele, uneori chiar de imobiliare gipsată și de pantofi ortopedici.
Evoluția rotației interne în perioada 1-10 ani
Din momentul începerii mersului, rotația internă a membrelor inferioare începe să se corecteze.
La vârsta de 3-5 ani, 20% dintre copii încă mai merg cu picioarele rotate intern.
La vârsta de 10-11 ani, foarte puțini copii (mai puțin de 1%) mai merg cu picioarele rotate spre interior. La această vârstă se asistă mai degrabă la deformarea inversă: 50% dintre copii merg cu picioarele în rotație externă, atitudine care se corectează până în adolescență, perioadă în care mai mult de 90% dintre subiecți au un unghi normal al pasului, adică ușoară rotație externă  (7-10° rotație externă la adolescent și adult).
Între 3-8 ani, mersul cu picioarele în rotație internă este dat de un exces de anteversie femurală. Normalizarea acestei atitudini urmează diminuării deformației inițiale (excesul de anteversie femurală) și unei compensări subiacente la nivelul gambei (torsiunea tibială externă) și/sau la nivelul piciorului.
Diagnosticul clinic al excesului de anteversie femurală se bazează pe următoarele semne:
- "strabismul rotulian": în ortostatism, cu picioarele orientate înainte (axul lung al picioarelor este paralel cu planul sagital median), rotulele sunt orientate spre interior împreună cu trohleea femurală și întreaga epifiză femurală distală, dând genunchiului un aspect de genu varum.
În mod normal, când picioarele sunt orientate spre înainte (de fapt au rotația externă usoară de 7-10°) și rotulele trebuie să fie poziționate anterior.
Dacă este corectată poziția rotulelor astfel încât să fie orientate spre față (împreună cu trohleea și epifiza femurală distală) se constată că picioarele se poziționează în rotație externă importantă, ceea ce înseamnă că anteversia femurală excesivă este compensată de o torsiune tibială externă mare.
Anteversia femurală mare determină "tripla deformare a lui Jean Judet":
• strabism patelar
• torsiune tibială externă 
• picioare plate
- "poziția TV": când copilul stă așezat pe jos, el se sprijină pe fese, are coapsele flectate la 90° și rotate mult spre interior și genunchii flectati la 90° și gambele și picioarele sprijinite pe sol, pe partea lor internă. Această poziție de sprijin nu este posibilă la copilul normal ci doar la cei cu colurile femurale anteversate mult.
Tratament:
După stabilirea unui diagnostic precis, sunt două opțiuni de tratament:
- ținerea copilului sub observație:  este atitudinea terapeutică ce trebuie aleasă la 99% din cazuri. Corecția se obține odată cu trecerea spre vârsta adultă.
- corecția chirurgicală:  este utilizată la doar 0,1% dintre copii/adolescenți.
Indicația tratamentului chirurgical: copiii cu vârsta mai mare de 10 ani, cu deformări foarte severe (anteversie femurală mai mare de 50°, rotația internă a femurului distal mai mare de 50°, absența rotației tibiale externe compensatorii și tulburări funcționale grave).
Indicația operatorie trebuie întârziată cât mai mult timp posibil.
Alegerea opțiunii chirurgicale trebuie chibzuită bine având în vedere rata mare a complicațiilor (15-20%): întârziere de consolidare, pseudartroză, calus vicios, inegalitate de lungime între membrele inferioare, infecție, sindrom de compartiment, timp îndelungat de corectare (adesea sunt necesare patru osteotomii de derotare: două osteotomii femurale intertrohanteriene - stânga și dreapta și două osteotomii tibiale distale - stânga și dreapta).

Mersul cu picioarele în rotație externă

În primii 2 ani de viață:
Mersul cu picioarele în rotație externă este întîlnit mai rar și nu necesită tratament pentru că anomalia rotațională se rezolvă singură odată cu creșterea.
La copil și adolescent:
Mersul cu picioarele în rotație externă este în general secundar unei torsiunii tibiale externe anormal de mari și doar excepțional unei torsiunii femurale externe, observată îndeosebi la copilul obez.
Dacă copilul merge în rotație externă doar cu unul dintre membrele inferioare, trebuie bănuită drept cauză o epifizioliză a șoldului.
Tratament:  în marea majoritate a cazurilor tratamentul se reduce la simpla observație.
Tratamentul chirurgical va fi folosit excepțional de rar (0,5% din cazuri), doar pentru torsiunile tibiale externe mai mari de 60° și numai după vârsta de 10 ani.
Pentru evitarea complicațiilor vasculonervoase, destul de frecvente, derotării tibiale îi va fi asociată o osteotomie peronieră și o aponevrotomie de descărcare.

## Anomalii de torsiune secundare (dobândite)
Anomalii de torsiune femurală
Cele mai frecvente cauze ale anomaliilor de torsiune ale femurului sunt: 
- anteversia femurală exagerată sechelară după luxații congenitale de șold, luxații secundare la rândul lor poziției intrauterine sau tratamentului ortopedic folosit pentru corecția luxației.
- sechele ale infirmității motorii cerebrale produsă de dezechilibrul muscular la nivelul unor grupe (psoas, adductori), cu limitarea regresiei naturale a anteversiei femurale.
- inegalitatea de lungime între membrele  inferioare prin malformație congenitală
- sechele ale maladiei Legg-Perthes-Calve (cu exces de anteversie)
- calusul vicios post-traumatic cu decalaj
- epifizioliza șoldului cu exces de retroversie

Anomalii de torsiune tibială

Anomaliile de torsiune tibială dobândite sunt întâlnite după: 
- sechele după piciorul varus equinus congenital
- sechele neurologice după poliomielita anterioară acută 
- sechele după mielomeningocel
- în tibia vara congenitală (boala Blount)
- în rahitismul carențial comun (cauză tot mai rar întâlnită în prezent)
- calusul vicios posttraumatic (sunt mai rare în cazul tibiei comparativ cu femurul)
Există și boli responsabile de dezvoltarea anomaliilor de torsiune ale scheletului membrelor inferioare mixte, atât femurale cât și tibiale:
• poliomielita anterioară acută
• rahitismul vitaminorezistent 
• artrogripoza
Tratamentul anomaliilor de torsiune secundare
Este chirurgical. Sunt folosite osteotomiile de derotare: 
- osteotomia de derotare femurală: cele mai multe indicații de derotare sunt la nivelul femurului și în special la  nivel intertrohanterian. Cele mai frecvente anomalii de torsiune cu indicație de derotare femurală intertrohanteriană sunt:
• calusurile vicioase posttraumatice unilaterale 
• sechele după luxația congenitală de șold 
- osteotomia de derotare tibială:  are o indicație mai rară comparativ cu osteotomia de derotare femurală. Cea mai folosită tehnică de derotare este tehnica Ilizarov.

## Anomaliile de torsiune ale scheletului membrelor inferioare la adult și răsunetul lor asupra articulatiilor
Anomaliile de torsiune ale scheletului membrelor inferioare ale copilului sau adolescentului care persistă la vârsta adultă sunt în general tolerate bine. Există o serie de factori agravanți care produc o patologie concentrată în special pe genunchi: gonartroza femurotibială, condropatiile sau instabilitatea femuropatelară, etc. Acești factori agravanți sunt:
- vârsta mai mare de 45 de ani 
- obezitatea
- conformația în varus a genunchilor
Răsunetul anomaliilor de torsiune asupra șoldului, gleznei și piciorului sunt mai puțin evidente, cu excepția coxartrozelor ce survin pe o anteversie femurală exagerată care asociază și o displazie anterioară a cotilului.
Excesul de anteversie a colului femural produce bascularea bazinului înainte cu hiperlordoză lombară ce recentrează greutatea corpului, mutată înaintea șoldurilor prin excesul de anteversie femurală. Hiperlordoza lombară se asociază cu un deficit de extensie a șoldului. 
Displazia de șold este însoțită de anomalii femurale și anomalii cotiloidiene. Anomaliile femurale sunt:
- anteversia femurală 
- retroversia femurală 
Ambele anomalii de torsiune femurală evoluează spre coxartroză, cu atât mai mult cu cât se asociază adesea cu displazii de cotil.
În coxartroza primitivă nu există anomalii de torsiune femurală. Leziunile artrozice sunt date de calitatea cartilajului. 
Răsunetul ARSMI asupra genunchiului
• Calusurile vicioase:  calusurile vicioase rotatorii posttraumatice sau iatrogene demonstrează legătura dintre anomaliile de torsiune ale scheletului membrelor inferioare și artroză. Artroza apare după 20 de ani de la formarea calusului vicios rotator.
Un calus vicios femural în rotație externă produce o artroză femurotibială medială.
Un calus vicios tibial în rotație internă favorizează o artroză femurotibială externă.
Calusul vicios rotator va avea un răsunet pe genunchi cu atât mai mare cu cât este mai aproape de articulație.
• Gonartroza:  una din cauzele artrozei genunchiului o constituie anomaliile de torsiune ale scheletului membrelor inferioare.
Artroza femurotibială medială poate fi consecința diminuării torsiunii tibiale externe. Sediul torsiunii tibiale externe diminuate este cel mai adesea în metafiza tibială proximală și mai rar în metafiza tibială distală.
• Patologia femuropatelară: anomaliile de torsiune ale scheletului membrelor inferioare au răsunet și pe articulația femuropatelară. Anomalia principală în patologia femuropatelară este displazia trohleară. Displazia trohleară se manifestă sub forma unui sanț puțin marcat, a unei trohlee plate sau incongruenței cu rotula.
Manifestările patologice femuropatelare secundare anomaliilor de torsiune ale scheletului membrelor inferioare la adult sunt:
- instabilitatea rotuliană și sindromul dureros rotulian. Sunt cele mai frecvente manifestări patologice femuropatelare. În cadrul instabilității rotuliene, cele mai frecvente sunt subluxațiile/luxațiile laterale ale rotulei.
- patella alta 
- displazia mușchiului vast medial
- poziționarea laterală a aparatului extensor al genunchiului prin poziționarea laterală a tuberozității tibiale anterioare. Rotula culisează astfel în afara sanțului trohlear.
Lateralizarea tuberozității tibiale crește rotația în genunchi: 8° în instabilitatea femuropatelară față de 3° la subiecții normali.
Lateralizarea tuberozității tibiale se măsoară pe CT, prin probele de centraj patelar. Este măsurată distanța TAGT: distanța dintre tuberozitatea tibială anterioară și fundul șanțului trohlear. Valoarea normală a TAGT este 16 mm +/- 4 mm.
- artroza femuropatelară. Este mai frecventă în anomaliile de torsiune ale scheletului membrelor inferioare.
- poziționarea șanțului trohleear și a planului suprafeței trohleare spre medial. Ele pot fi consecința  (la nivel femural) a unei anteversii de col femural excesive. Dar anteversia femurală excesivă nu are o relație sistematică cu existența anomaliilor morfologice ale articulației femuropatelare ci, mai frecvent, cu un quadriceps scurt.
• genu valgum: este mai frecvent la subiecții cu anomalii de torsiune ale scheletului membrelor inferioare. Acești subiecți au o anteversie a colului femural mai mare decât normal, o torsiune tibială externă mai mare si o lateralizare a tuberozității tibiale anterioare.
Răsunetul ARSMI asupra gleznei și piciorului
Este încă puțin cunoscut.
Se știe doar că există o legătură între torsiunea tibială externă mare și piciorul plat și că, la fel, există o legătură între torsiunea tibială externă mică (N=30-35°) și piciorul scobit.
Nu se cunoaște de ce nu apare artroză la nivelul gleznei și piciorului în anomaliile de torsiune ale scheletului membrelor inferioare.
Tratament chirurgical
Corectarea anomaliilor de torsiune ale scheletului membrelor inferioare se face doar chirurgical, prin mai multe tehnici de osteotomie de derotare. Ele variază după nivelul la care sunt făcute și după mijlocul de fixare folosit. 
Osteotomiile femurale de derotare 
Pot fi făcute la 3 nivele ale femurului: 
- osteotomia femurală de derotare proximală: traiectul de osteotomie este intertrohanterian. Osteotomia de derotare proximală este agreată de cei mai mulți autori pentru că zona metafizară femurală proximală este bine vascularizată, ceea ce garantează consolidarea. De obicei, fixarea este asigurată de o lamă-placă cu unghi de 90°.
- osteotomia femurală de derotare mediodiafizară: are avantajul unei deschideri minime dacă osteotomia este realizată cu un fierăstrău endomedular. Diafiza femurală poate fi osteotomizată și prin abord deschis, lateral. 
Fixarea potrivită este cu tijă centromedulară zăvorâtă. Dar poate fi folosită și fixarea cu placă și șuruburi.
- osteotomia femurală de derotare joasă: la nivelul metafizei distale. Nu este agreată de mulți autori din cauza vecinătății cu genunchiul, cu riscul modificării axului femuropatelar. 
Dacă se recurge la această osteotomie de derotare, este bine ca fixarea să fie făcută cu o lama-placă de 95° care reproduce valgusul femural fiziologic.